# Neoallochernes stercoreus
Espèce
Synonymes
- Dinocheirus stercoreus Turk, 1949

Neoallochernes stercoreus est une espèce de pseudoscorpions de la famille des Chernetidae.

## Distribution
Cette espèce se rencontre aux États-Unis au Texas et au Mexique au Sinaloa et au Sonora.

## Description
Les mâles mesurent de 2,05 à 3,10 mm et les femelles de 2,15 à 3,05 mm.

## Publication originale
- Turk, 1949 : Dinocheirus stercoreus, a new pseudoscorpion from the Bracken Cave, Texas, U.S.A. Annals & Magazine of Natural History, sér. 12, vol. 2, p. 120-126.